# Ты смешной!
«Ты смешной!» — юмористическое телешоу, где каждый показывает талант смешить людей и борется за главный приз — 1 000 000 рублей. Программа транслировалась на НТВ с 1 декабря 2008 по 7 февраля 2009 года, с понедельника по четверг в 23:25, сразу же после вечернего выпуска информационной программы «Сегодня». Производством проекта занималась компания «Пеликан Продакшн» при участии Дирекции праймового вещания НТВ.

## Общая информация
Ведущие программы — Александр Ревва, в образе Артура Пирожкова, и Андрей Рожков, в образе Андрея Борисовича.
Программе предшествовал кастинг, проходивший летом-осенью 2008 года в Москве, Ростове-на-Дону, Казани, Екатеринбурге, Новосибирске и ряде других российских городов. Успешно прошедшие кастинги попадали на саму телепередачу. Рекламные ролики конкурса заканчивались одной и той же фразой: «Здесь не нужен блат, только твой талант!». Несмотря на это заявление, среди участников телешоу оказалось немало бывших игроков из команд КВН — как, например, резидент Smetana comedy Руслан «Киндер» Мухтаров и Альбина Салимова из команды «Капуччино».
8 и 9 декабря 2008 года всероссийский конкурс не транслировался в эфире НТВ в связи с объявленным в России днём траура по умершему 5 декабря Патриарху Московскому и всея Руси Алексию II (вместо него в эфире шли художественные фильмы). Уже 10 декабря вещание программы было возобновлено в обычном режиме.
Был выпущен только один сезон этого юмористического конкурса. Далее (с 30 июня 2009 по 23 августа 2012 года) программа шла только в повторах в летний период времени, во время отсутствия в сетке вещания других программ.

## Победитель шоу
В феврале 2009 года победителем шоу стал 35-летний дагестанец Ашурбек Магомедгаджиев. В самом первом выпуске программы он выступал со своими пародиями на Александра Серова, Льва Лещенко и Александра Малинина. Пародии стали популярны в Интернете. Свои выигранные деньги Магомедгаджиев потратил на лечение племянника-инвалида.
Также есть одна неточность. В программе его представили рабочим из Москвы, а на самом деле, по словам самого Магомедгаджиева, он безработный из посёлка Златокузнецов Дахадаевского района Дагестана.

## Факты
- Среди участников шоу также были: Светлана Галка — актриса программы «Большая разница» и Андрей Цевелёв, который также выступал со своими пародиями в других программах, в том числе «Минута славы» и «Аншлаг»[9][10]. Также в программе принимала участие ныне известная поэтесса Алина Серёгина. Она также принимала участие в программах «Смех без правил», «Давай поженимся» и т. д. Сейчас Алина выпустила свой первый сборник стихов «Право на тебя».

## Критика
Программа с первых выпусков была неоднозначно встречена многими телезрителями и телевизионными критиками. Их претензии сводились к обилию низкопробного юмора, ненормативной лексики и откровенно сексуальной тематике реприз отдельных участников.
Подводя итоги телевизионного 2008 года, телекритик Ирина Петровская так отозвалась о программе на страницах «Известий»:

«Канал НТВ попытался немного подправить имидж самого жёсткого канала, запустив <…> под конец первой половины сезона всенародный конкурс юмористов „Ты смешной!“. <…> Шоу народных юмористов „Ты смешной!“, поражающее градусом пошлости, кажется, имеет все шансы стать хитом сезона. Соединив в себе черты многих программ (и в первую очередь „Минуты славы“), оно как раз осваивает такую „новую искренность“, которая и не снилась конкурентам».
Спортивный комментатор Василий Соловьёв, приглашённый на один из выпусков передачи в качестве члена жюри, поделился своими впечатлениями от увиденного на персональном сайте:

«Честно говоря, на программе „Ты смешной!“, куда меня пригласили в жюри, было не столько смешно, сколько печально. Но не улыбаться было невозможно. Вот такой парадокс. Может, истерика. Компания была приятной – мы повеселились, поудивлялись, но зачем это показали по телевизору, я так и не понял. Я вычеркнул почти всех участников, а организаторы шоу решали, кого оставлять, на собственный вкус…».
Другой известный в прошлом спортивный комментатор, Геннадий Сулименко, также вскоре отозвался о своём участии в этой передаче:

«…Приехал к старым друзьям в Останкино, а программа „Ты смешной!“ записывалась на том же этаже, где мы встречались. Они начали: „Ты же пишешь, ну иди, иди, иди“. Вот и затолкали меня на кастинг. Ну, я там что-то проблеял. Программа, честно говоря, фигня полная – я отстрелялся, выбежал и забыл. И только потом уже звонят: „Приходите, у нас тут запись эфира“. Я и подумал: „Ну ладно, зайду“».
Телеобозреватель Анна Голубева в своей колонке на сайте OpenSpace.ru отнесла передачу в разряд не оправдавших надежд телепроектов сезона 2008/2009 годов. По её мнению, «конкурс продержался в эфире недолго, потому что был не смешной, а нешуточно страшный».

## Закрытие
В апреле 2009 года появилась информация о том, что программа больше не будет выходить в эфир. Руководитель Дирекции праймового вещания НТВ Николай Картозия прокомментировал это следующим образом:

«Проект был пробным шаром — мы хотели понять, какой юмор у нас может прижиться, а какой нет. И в этом направлении — народного юмора — мы больше экспериментировать не будем. Объясню почему. Для меня НТВ — это „телевидение несогласных“. В широком смысле. НТВ рождён для работы с думающей, конфликтной аудиторией. И как раз таким зрителем хочется дорожить. Мы не можем быть каналом фонового смотрения, просто рубить под нас салат — не получится, поэтому мы, кстати, иногда в праздники показывали не лучшие результаты. То же и с юмором. На канале были юмористические программы „Куклы“, „Итого“ с Виктором Шендеровичем. Потом долгий перерыв. Вот мы попробовали сделать народный проект „Ты смешной!“ и поняли, что НТВ должен работать с социальным юмором».
Спустя 8 лет о закрытии шоу высказался его сценарист Константин Ворончихин:

«Мы с парнями из „Большой разницы“ когда-то делали проект „Ты смешной!“ на НТВ. Изначально был план — найти 20 самородков на Руси к финалу программы, чтобы сформировать из них ядро оригинального стендапа, как следующий телепроект. Это 2008 год, если что, был. Чтобы ребёнок, бабушка, механик с завода, — чтобы не только молодёжь. Но работать с НТВ на ниве юмора — это всё время уходить в порнуху или чернуху, они другое не понимают, а в процесс лезут. Это раз. Так в нашей программе появились частушки бабушек про клитор, мат и прочая хрень, инициируемая каналом, за что после выхода программы канал на нас же обиделся. А два — начался кризис, и то же НТВ вместо 52 программ сделало 25, параллельно свернув на хрен весь процесс формирования всех следующих проектов. А три — люди, которых мы нашли, могут говорить чужой текст, но через боль, пытки и недели тренировок. Чем старше человек, тем сложнее он меняется».